# Урош Јекић
Урош Јекић (Рашка, 19. децембар 1896 — Београд, 19. октобар 1980) био је српски неуропсихијатар, управник Неуропсихијатријске клинике у Београду, професор психијатрије на Медицинском факултету у Београду, председник Црвеног крста Србије, председник Српског лекарског друштва, министар здравља у Влади НР Србије и учесник Првог и Другог светског рата.

## Биографија
Рођен је 19. децембра 1896. у селу Паклењ, недалеко од Рашке, у коме је провео детињство и завршио основну школу. Школовање је наставио у Београду и завршио шест разреда гимназије. Као учесник Великог рата након албанске голготе, заједно са групом српских ученика избеглих из Србије, послат је у Француску, где је завршио седми и осми разред гимназије и потом матурирао.
Након положене матуре, започео је студије медицине на факултету у Бордоу. Током студија показао је склоност ка истраживању човекове психе, и то исказао одбраном докторске тезе настале из истраживања људске психе, под називом Le cocodylate de saude a haute doses. Resultats therapeutiques dans les etats depressifes melancoliques, на факултету у Бордоу 1923. године професор Питр, истакнути психијатар из Бордоа, препознао је у Јекићу склоност ка психијатрији и дао му савет да своје будуће усавршавање и истаживање посвети неуропсихијатрији.
Након повратка у Србију 1924. започео је специјалистичко усавршавање у области психијатрије у Општој државној болници у Београду. По положеној специјализацији, па све до 1945. године, радио је у душевној болници у Топоници, недалеко од Ниша, на захтев др Владимира Вујића, тада доцента Медицинског факултета у Београду.
Током Другог светског рата више пута је хапшен од окупатора и нишке полиције. Након што је његовог шеснаестогодишњи син  јединац погинуо 1944, као припадник партизанских јединица, придружио се Народноослободилачком покрету. Након рата је био први председник Окружног Народноослободилачког одбора у Нишу.
У првој Влади НР Србије, формираној априла 1945. постављен је за министра здравља, а од 1949. је радио на Неуропсихијатријској клиници Медицинског факултета у Београду. Исте године унапређен је у звање ванредног професора Медицинског факултета на Катедри за неурологију и психијатрију. Године 1958. добио је звање редовног професора.
Након смрти проф. др Вујића, постављен је за управника Неуропсихијатријске клинике и на тој функцији је остао све до пензионисања 1968. године. Преминуо је 19. октобра 1980, а сахрањен је на Новом гробљу у Београду.

## Дело
У Топоници др Јекић је прво радио као одељењски лекар да  би касније постао шеф особља а затим и управник болнице са  две плате: четири хиљаде динара од краљевског двора, и три хиљаде динара од болнице, које су биле нека врста награде за тежак рад.  Била  је то прилика да се Јекић као млади лекар докаже.
За две деценије проведене у установи у Топоници др Јекић је стекао  увид у усамљеност душевних болесника и сивило просторија у којима бораве, монотонија живота који су принуђени да воде, што је утицало на слабљење њиховог интересовање за спољашњи свет и живот уопште, и да им је живот у природи неопходан за оздрављење њихове психе. Знајући ово др Јекић овако описује свој рад у Топоници на унапређењу живота психијатријских болесника..у овом периоду рада увео сам нове методе лечења кроз рад. На педесетак хектара плодне земље, која је раније припадала ратним ветеранима из балканских ратова, организовао сам плантажну производњу грожђа и поврћа...
Професор Јекић је од 1948. године био председник Црвеног крста Србије, а од 1949. до 1954. председник Српског лекарског друштва, даби од 1955. године постао почасни председник СЛД.
Био је и дугогодишњи председник Правосудне комисије Медицинског факултета и председник Друштва за менталну хигијену Србије. У Светској здравственој организацији активности др Јекића су предузете у циљу сузбијања алкохолизма и његове напоре да хуманизује болничку психу.
Аутор је великог број стручних и популарних радова о алкохолизму. Осим великог броја предавања које је одржао на Коларчевом универзитету, заједно са својим колегама учинио је много на унапређењу судске психијатрије и повезивању правосуђа са психијатријском струком.